# Arte ispano-moresca

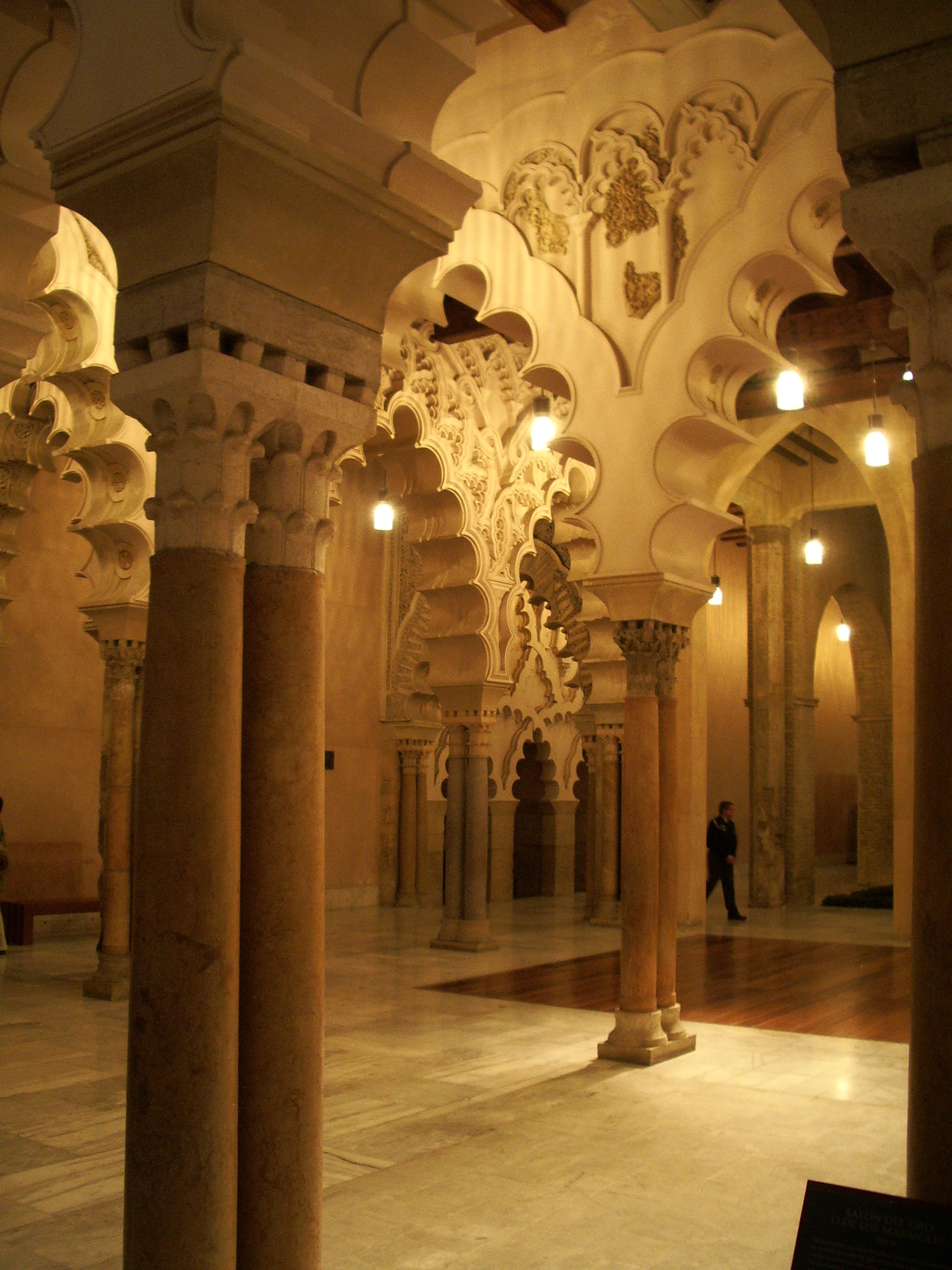
Castello dell'Aljafería a Saragozza.

Con il termine di arte ispano-moresca (nota anche come arte "ispano-araba") sono descritte le diverse forme artistiche (e in particolare l'architettura) che si sono sviluppate nella penisola iberica durante la presenza musulmana, dall'VIII al XV secolo: estensione geografica supera in qualche modo la penisola iberica, comprendendo alcune parti del Maghreb che furono fortemente influenzate da questi ultimi.
Fra i monumenti rilevanti dell'arte ispano-moresca si possono segnalare i seguenti:
- la Grande Moschea di Cordova;
- l'Alhambra di Granada;
- la Giralda di Siviglia;
- l'Alcázar di Siviglia;
- Castello dell'Aljafería.

Da un punto di vista storico, lo sviluppo dell'arte mozarabica durante il periodo di Al-Andalus dimostra che questa non è solo moresca, ma include anche il sincretismo proprio della Spagna.